# 維達航業
維達航業有限公司，是一間香港的航運公司，企业家、律师李平山创办，曾在1972年香港交易所上市。主要經營航運產業，其後因為80年代航運惡化迹象，被行賄欺詐醜聞主角的佳寧集團收購，但由於涉及貪污問題，被港交所停牌及高等法院勒令清盤，之後已除牌。

## 相關
- 裕民財務
- 裕民銀行
- 佳寧中心（金門大廈）
- 怡和洋行
- 佳寧置業
- 其昌人壽水火保險有限公司

## 外部連結
- 維達航業資料 （页面存档备份，存于）